# Masdevallia gilbertoi
Masdevallia gilbertoi là một loài thực vật có hoa trong họ Lan. Loài này được Luer & R.Escobar mô tả khoa học đầu tiên năm 1978.

## Hình ảnh

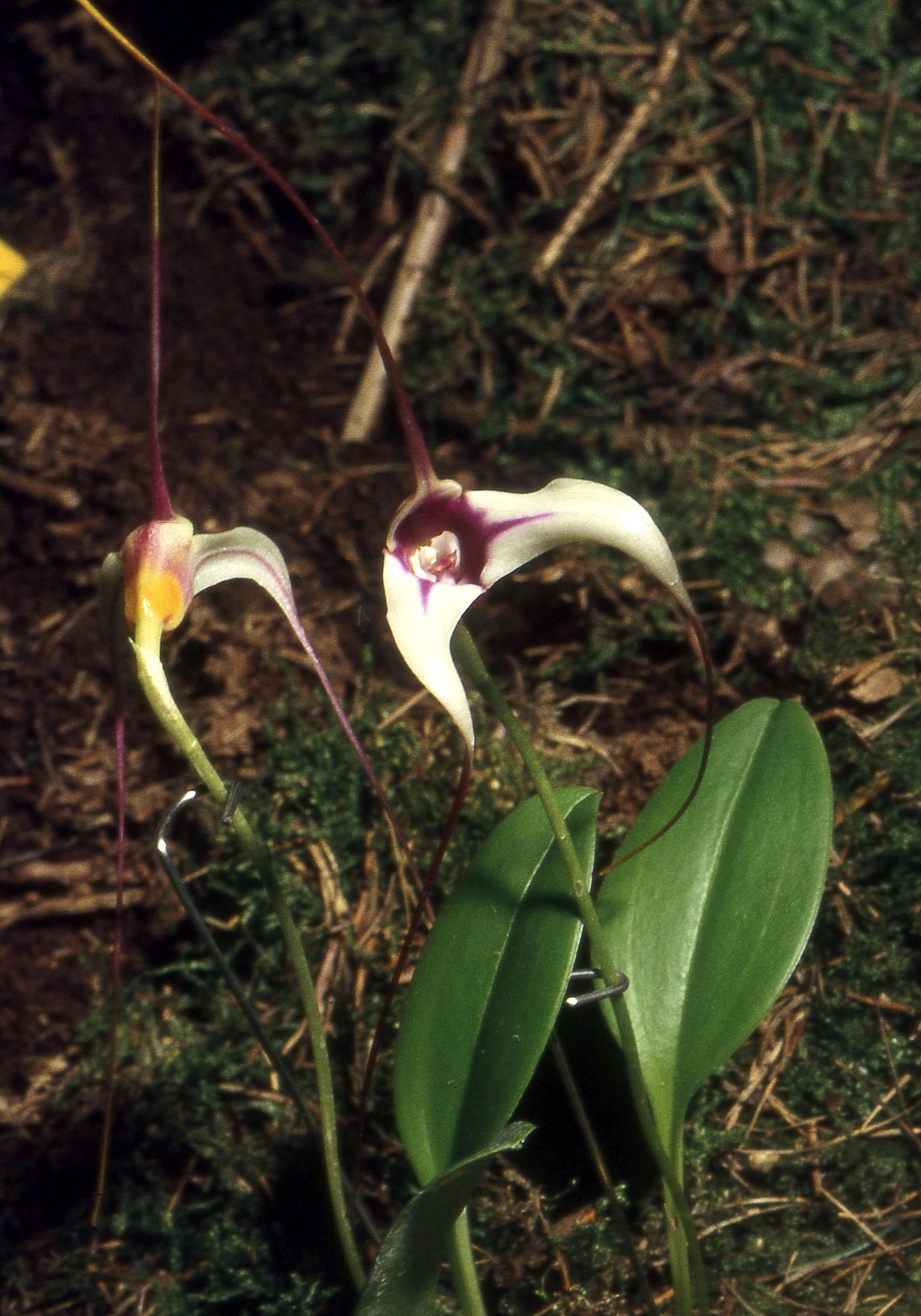
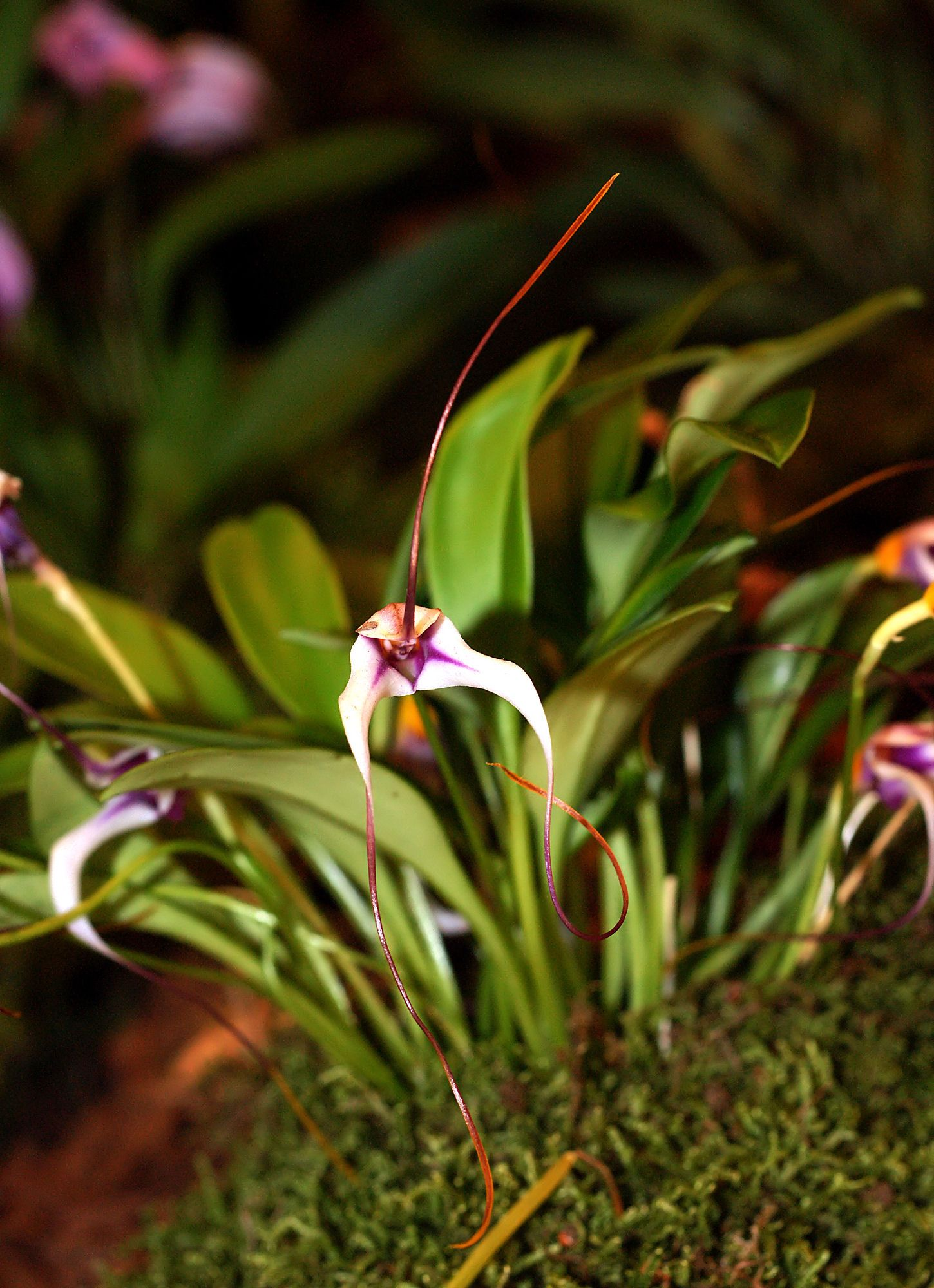
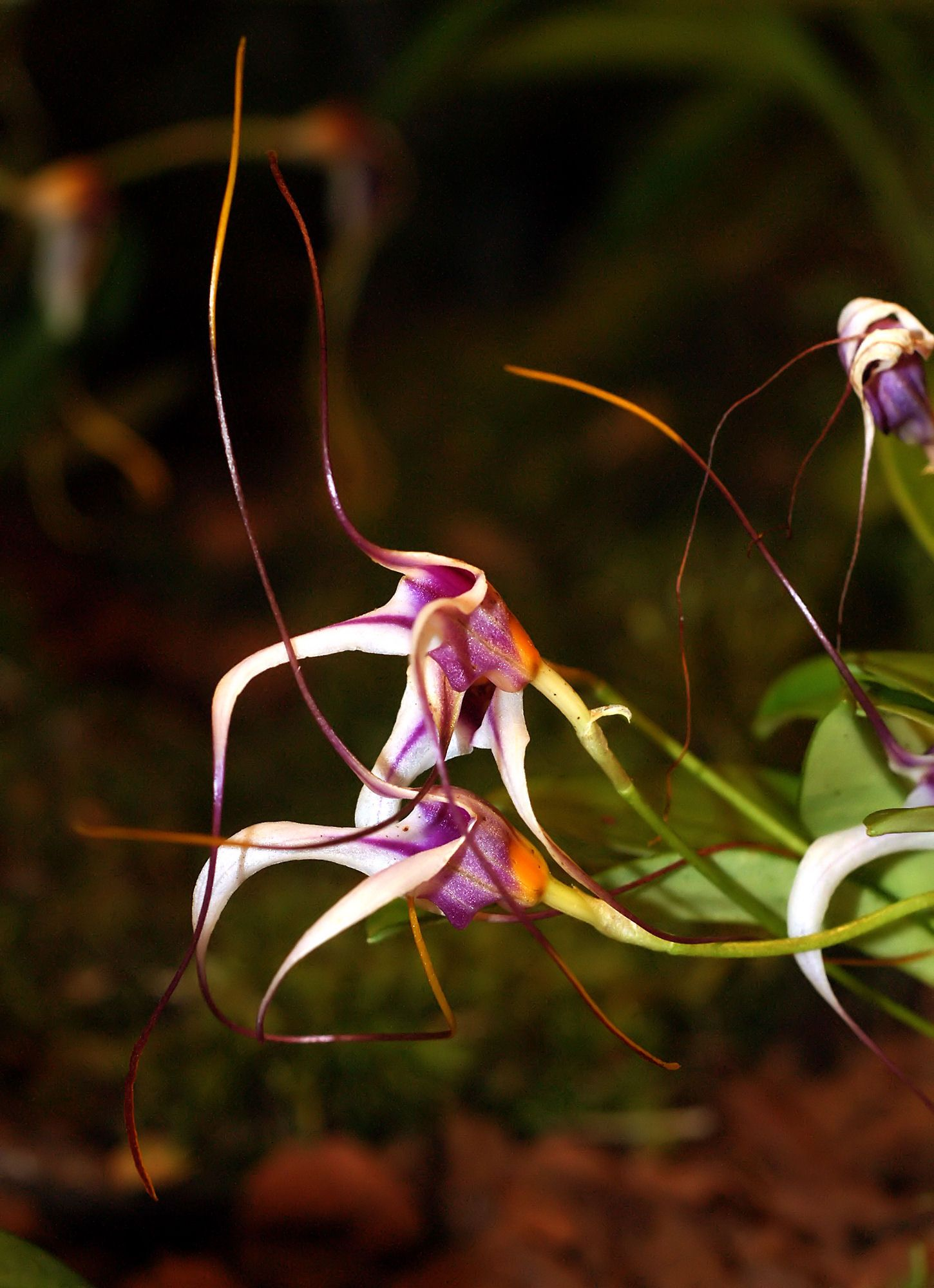
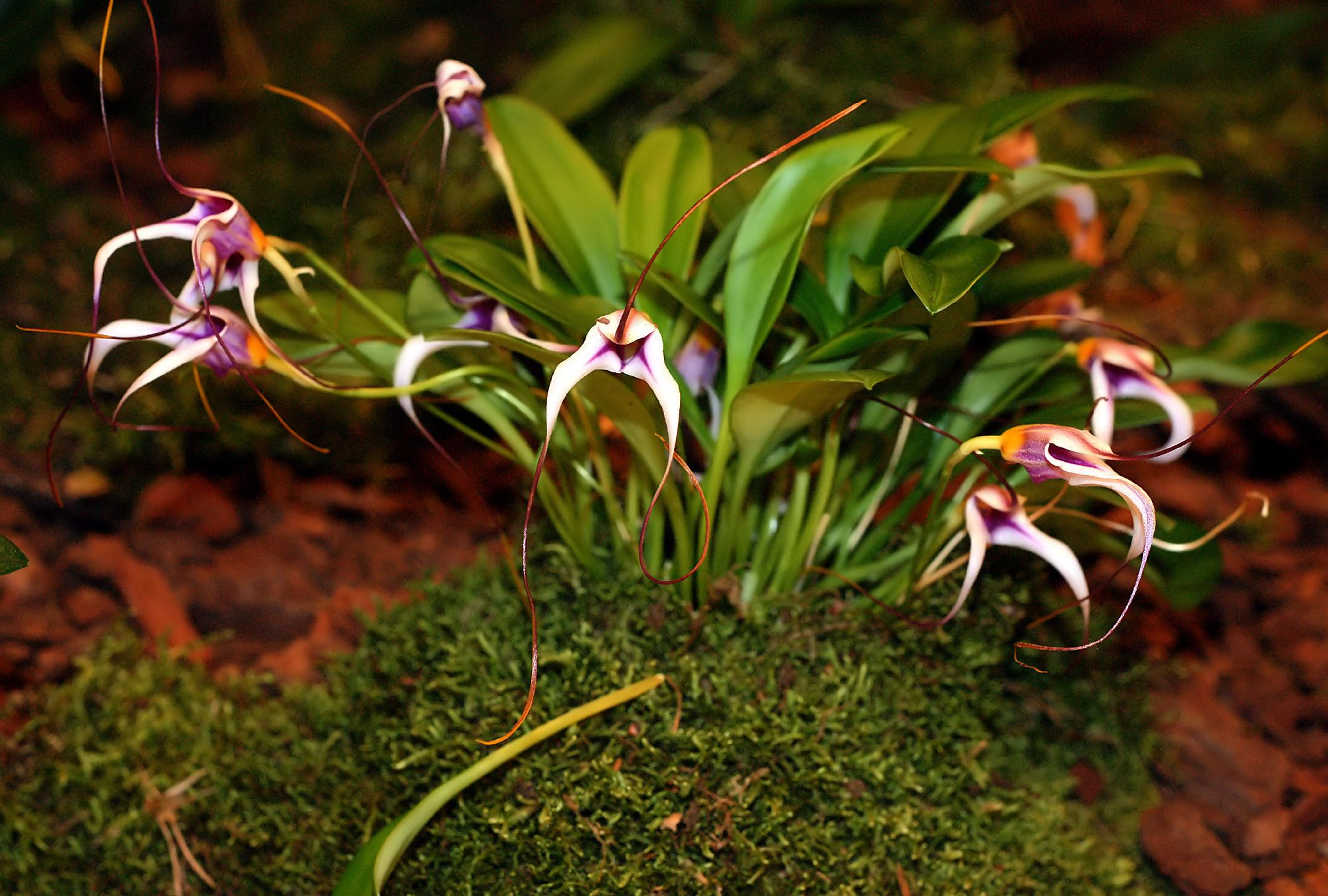